# Edmond Nathan Yafil
Edmond Nathan Yafil (Alger, 24 janvier 1874 - Alger, 7 octobre 1928) est un compositeur algérien de confession juive.

## Biographie
Né à Alger en 1874, Edmond Yafil a commencé sa carrière de musicien en fréquentant les cafés maures de la Casbah d'Alger où se perpétuait la tradition de la musique Sanâa.
Diplômé d'études supérieures en arabe, Edmond Yafil était aussi musicien. Il connaissait Cheikh Sfindja dès son enfance, car ce dernier jouait dans le café Malakoff à proximité du gargote de son père. Le maître lui transmit une grande partie de la tradition orale andalouse.
Il collaborera avec Jules Rouanet et Cheikh Sfindja sur le catalogue de la musique Sanâa et au théâtre avec Mahieddine Bachtarzi et Ali Sellali. Après la mort de Sfindja en 1908, Yafil continua seul le travail de transcription, tout en s'entourant de Cheikh Laho Seror et Cheikh Saïdi, car ce travail nécessitait une connaissance approfondie du solfège qu'aucun des autres cheikhs ne possédaient.
Mort en octobre 1928, il est inhumé dans le carré juif du cimetière israélite de Saint-Eugène (Bologhine), à Alger.

## Œuvres
- Majmūʻ al-aghāni w-al-alḥān min kalām al-andalus.
- Majmūʻ zahw al-anīs al-mukhtaṣṣ bi-al-tabāsī wa-al-qawādis.